# Gordon Allport
Gordon Willard Allport (ur. 11 listopada 1897 w Montezuma w stanie Indiana, zm. 9 października 1967 w Cambridge w Massachusetts) – psycholog amerykański. W latach 1930–1957 profesor Uniwersytetu Harvarda, na którym współorganizował Department of Social Relations. W latach 1937–1949 redaktor „Journal of Abnormal and Social Psychology”. Jako jeden z pierwszych zajmował się badaniem osobowości, prowadził również badania z zakresu psychologii społecznej.

## Życiorys
Urodził się w Montezuma (Indiana), jako syn Johna Edwardsa Allporta i Nellie Wise. Był najmłodszym z czworga braci. Jego ojciec był lekarzem, a jednym z braci był Floyd Henry Allport, również profesor psychologii. Rodzina przeprowadziła się ze stanu Indiana do miasta Cleveland, gdzie Allport uzyskał wykształcenie średnie. Rozpoczął studia na Harvardzie. Jako student koncentrował się zarówno na psychologii, jak i etyce społecznej (poprzednik kierunku socjologii na Harvardzie), a większość wolnego czasu spędzał w służbie społecznej podczas I wojny światowej. W 1919 r. uzyskał pierwszy stopień naukowy, specjalizując się w ekonomii i filozofii.

## Kariera naukowa
W czasie swojej kariery naukowej pracował przez rok w Robert College (obecnie Uniwersytet Boğaçızı) w Stambule, ucząc języka angielskiego i socjologii, następnie w Harvardzie obronił doktorat z psychologii (1922). W następnych latach studiował w Berlinie, Hamburgu i University of Cambridge. Po powrocie z Europy objął stanowisko na Uniwersytecie Harvarda – Department of Social Ethics, gdzie na rok przed śmiercią był mianowany pierwszym profesorem Etyki Społecznej. Z krótkimi przerwami pracował na Harvardzie do 1967 r.
W trakcie działalności akademickiej Allport przyczynił się do utworzenia Wydziału Stosunków Społecznych, jako jedną z pierwszych prób integracji psychologii, socjologii i antropologii. Wprowadził psychologię osobowości jako przedmiot akademicki.
Allport był bardzo aktywnym uczonym. Oprócz pracy na uczelni pełnił funkcje przewodniczącego Amerykańskiego Towarzystwa Psychologicznego, Wschodniego Towarzystwa Psychologicznego oraz Towarzystwa Badań nad Zagadnieniami Społecznymi. Współtworzył test do „Pomiaru reakcji A-S” (The A-S reaction study) oraz do „Badania wartości” (A study of values).
Za swoje osiągnięcia naukowe został nagrodzony, m.in.:
- Złotym Medalem Amerykańskiej Fundacji Psychologicznej – 1963
- Nagrodą Amerykańskiego Towarzystwa Psychologicznego za wybitne osiągnięcia naukowe – 1964.

W swoich pracach naukowych wskazywał na znaczenie jakościowych badań indywidualnych oraz rolę świadomej motywacji, co było niezgodne z wówczas obowiązującymi tendencjami w psychologii. Jednak mimo radykalnych, jak na owe czasu poglądów, jego prace wyrastają z tradycyjnej myśli psychologicznej i teorii osobowości. Na tej bazie stworzył podwaliny jednego z głównych nurtów psychologii osobowości, opartego na teorii cech (w dziele: Personality: A psychological interpretation). Traktował osobowość jako niepowtarzalną strukturę cech, którym przypisywał właściwości motywacyjne.